# 臺灣山岳會
臺灣山岳會是台灣日治時期的登山組織，具有總督府官方與民間合作成立的性質，積極推動登山活動與「阿爾卑斯式攀登」的登山意識，並發行年刊《臺灣山岳》與月刊《臺灣山岳彙報》，使當時臺灣的登山技術與形式有很大的改變。第二次世界大戰期間，臺灣山岳會暫停大型登山活動，直至戰後1946年，離開台灣返回日本的日籍幹部將會務移交給台灣人會員，改組後仍稱台灣山岳會，1950年更名為台灣山岳協會，1973年更為現名中華民國山岳協會。

## 歷史

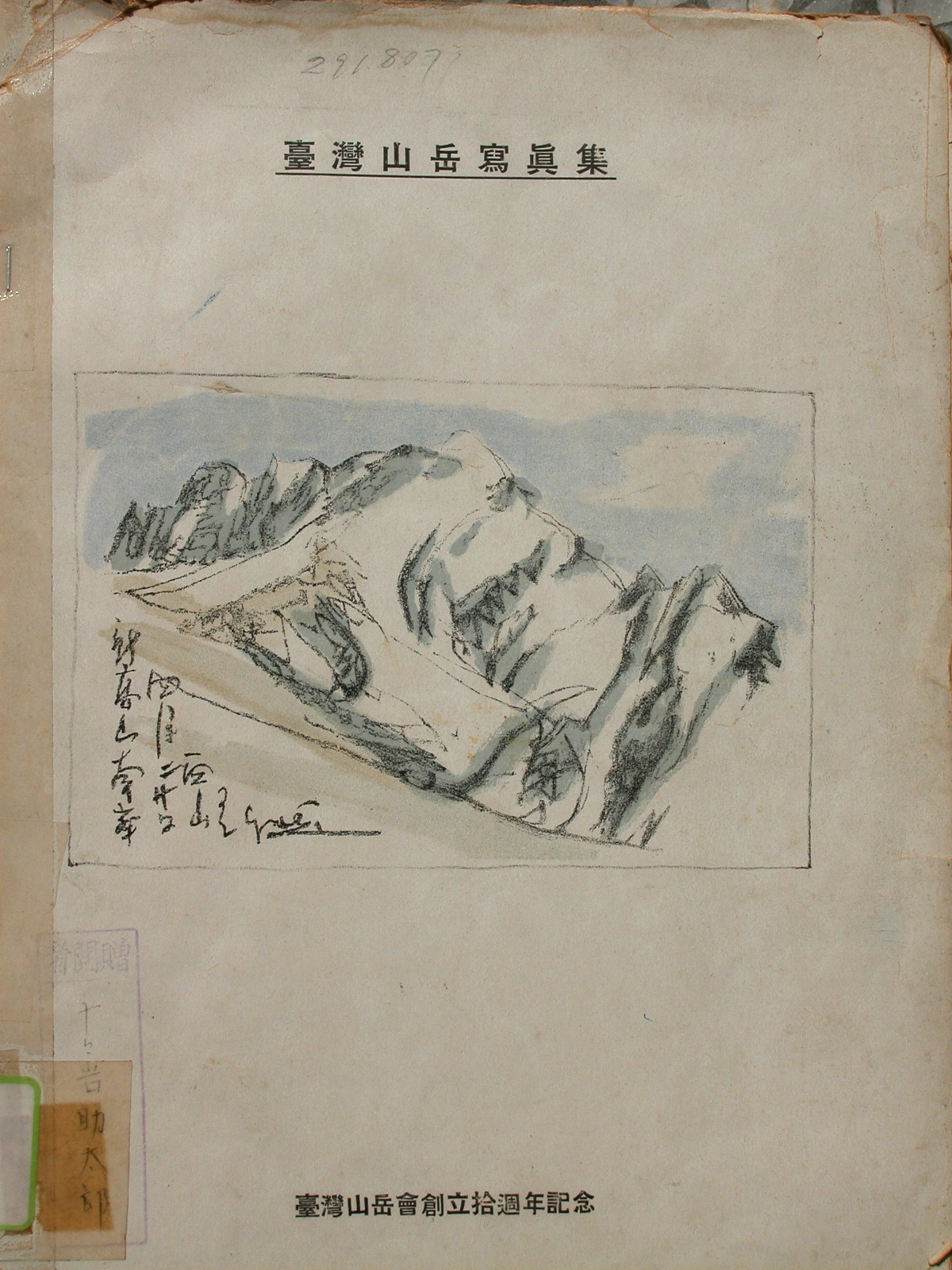
臺灣山岳會成立十週年時（1936年）發行的《臺灣山岳寫真集》

1910年代，受到世界登山熱潮影響，以及台灣總督佐久間左馬太「五年理蕃計畫」的開展，越來越多調查人員與探險者深入台灣的山林。1915年，成立「台灣登山會」（通稱登山會），以總督府民政長官內田嘉吉為會長，在不久離任後，次任民政長官下村宏繼任為會長，副會長新元鹿之助與幹事賀來佐賀太郎、野呂寧、菊池武芳等人，組織許多居住在台北、基隆、淡水的人士到附近的山區健行，被認為是臺灣最早有組織性的興趣性登山，日本人稱之為「趣味登山」:1-2。
由於原登山會組織鬆散、亦未收取會費，加上組織由總督府官員運作，易使登山隨著人事變動而消滅，在辦了幾次活動之後即無疾而終，於是在1926年初，許多登山愛好者籌劃設立一個獨立於日本山岳會之外的臺灣登山會。最初由總督府主導，與當時的岳界人士合作，於8月27日於總督府內務局文教課討論「臺灣山岳會」設立方案，11月8日發布「臺灣山岳會設立趣意書」，並於12月5日於觀音山頂舉辦成立大會，由時任文教課長生駒高常出任代表，總務長官後藤文夫擔任會長，副會長由內務局長木下信和臺灣日日新報社長井村大吉擔任。當時的創會委員十人為：生駒高常、小林光政、中田秀造、中曾根武多、沼井鐵太郎、大石浩、齋藤齋、杉本良、田中七三郎、若槻道隆等。臺灣山岳會的運作核心最初為生駒高常、沼井鐵太郎、杉本良、中曾根武多等四人。1930年8月4日，總督石塚英藏登頂新高山（玉山），有感於臺灣登山活動沈寂，於是大力支持臺灣山岳會運作，於1932年2月15日獲准立案為社團法人。隨著相關官員與人士更迭，直到1936年後，由常務理事大橋準三郎、平澤龜一郎、千千岩助太郎等三人負責臺灣山岳會的主要事務，1938年，指導中心移往谷河梅人等臺灣日日新報社相關人士。
1945年日本投降，臺灣山岳會的日籍成員陸續返回日本，為避免台灣登山活動與近20年的組織就此終結，1946年5月4日，代理會長平澤龜一郎在會館將會務及攀登繩索、冰斧等移交臺籍會員，做為傳承的象徵，會名仍稱「台灣山岳會」。移交後5月16日由台籍會員召開委員會，推選周延壽擔任會長，5月26日前往觀音山舉行首次移交後登山活動，8月28日有八十多位會員於中山堂舉行成立大會，播放日本人留下的登山影片。國民政府來台後將日治時的台灣體育會改組為台灣省體育會，受到台灣省體育會與台灣省教育會的「指導」，1950年5月10日更名為「臺灣省體育會山岳協會」（協會內部文件自稱及民間常稱為台灣山岳協會，也有稱為台灣省山岳協會），1973年更為現名中華民國山岳協會。

## 活動
臺灣山岳會的會員大多由日本官吏、學校師生、登山家和媒體新聞人士組成，總計超過海內外2,000名會員，臺灣人則有100多名。該會設立之後，發行會誌《臺灣山岳》雜誌及機關誌《臺灣山岳彙報》，並於1933年8月發行《新高山登山地圖》、《臺灣山岳寫真集》等登山相關出版品外，也時常舉辦講習會、展覽會、懇談會、登山活動、登山訓練、技術攀岩訓練及路線規劃等，並在臺北放送局開設「山之講座」廣播節目。其中例行的活動包括1932年起在夏季登山期之前舉辦的通俗演講展覽會「山之夕」，1934年起每年於臺北市內百貨公司舉辦的「山之相談所」。
臺灣山岳會同時帶領許多政府與學術調查團前往各地山區進行調查，也積極推廣休閒登山。台灣山岳會成立第二年1927年7—8月即組隊成功首登世紀奇峰大霸尖山。臺灣山岳會將新高山、次高山、南湖大山、大霸尖山和大武山列為，使之成為大眾化的指標。各山區的設施也在臺灣山岳會的維護下有所增進，如1933年6月在大屯山興建的振衣亭，以及1934年年12月在南湖大山興建的南湖山莊及寄歷亭等山屋。

## 歷任會長
| 任別 | 姓名       | 任期            | 簡介                                 |
| ---- | ---------- | --------------- | ------------------------------------ |
| 1    | 後藤文夫   | 1926年 - 1928年 | 時任臺灣總督府總務長官。             |
| 2    | 河原田稼吉 | 1928年 - 1930年 | 時任臺灣總督府總務長官。             |
| 3    | 幣原坦     | 1930年 - 1932年 | 時任臺北帝國大學總長（校長）、教授。 |

| 任別 | 姓名       | 任期            | 簡介                                 |
| ---- | ---------- | --------------- | ------------------------------------ |
| 3    | 幣原坦     | 1932年 - 1937年 | 時任臺北帝國大學總長（校長）、教授。 |
| 4    | 河村徹     | 1938年 - 1945年 | 時任臺灣日日新報社長。               |
| 代理 | 平澤龜一郎 | 1946年          | 代理移交會務給台灣人會員。           |